# Tougou
Tougou est une localité située dans le département de Namissiguima de la province du Yatenga dans la région Nord au Burkina Faso.

## Géographie
Village très étendu et dispersé en plusieurs centres d'habitation, Tougou est situé à 10 km au nord de Namissiguima, le chef-lieu du département, et à environ 20 km au nord-est de Ouahigouya. Le village est traversé par la route nationale 23 reliant Ouahigouya à Djibo.

## Histoire
Le village de Tougou, situé dans la commune de Namissiguima, province du Yatenga, au nord du Burkina Faso, a été fondé selon la tradition orale par trois frères : Tahibou, Moussa et Massakindo. Selon la tradition orale locale, les trois frères fondateurs du village de Tougou (Tahibou, Moussa et Massakindo) sont venus du nord-ouest du Yatenga. Leur origine exacte n'est pas précisée avec certitude, mais ils pourraient provenir des régions voisines du Burkina Faso, voire au-delà, dans les zones sahéliennes du Mali ou du Niger actuel. Leurs descendants ont conservé des noms traditionnels mossi. 
Le village est structuré autour de ces lignées fondatrices.
Le chef coutumier de Tougou porte le titre de Foulnaba, ce qui signifie " chef des Foulse ". Il incarne l'autorité morale, religieuse et culturelle du village. Il est le gardien des traditions, préside les rites, résout les conflits et guide la communauté dans les moments importants.
La chefferie n'est pas héréditaire au sein d'une seule famille. Elle fonctionne par rotation entre les descendants des trois fondateurs. Le plus âgé de la lignée suivante est choisi pour devenir Foulnaba, selon les critères de sagesse, d'expérience et de connaissance des coutumes.
Le Foulnaba organise la fête coutumière annuelle appelée Béga, qui précède la saison des pluies pour invoquer de bonnes récoltes. Il gère les conflits fonciers, participe à la médiation sociale, et représente le village auprès des autres chefferies traditionnelles ou autorités administratives.
Le chef possède des objets sacrés transmis lors de l'intronisation, tels qu'un bâton de commandement et des talismans protecteurs. Certains rites sont accomplis dans une case sacrée dédiée à la chefferie.

## Économie
En raison de sa localisation sur les rives du lac du barrage de retenue de Tougou, le village profite de l'adduction en eau pour les cultures maraîchères en particulier de l'oignon dont il s'est fait une spécialité cultivée sur plus de 200 ha pour une production annuelle de 4 500 tonnes en 2019.

## Santé et éducation
Tougou accueille un centre de santé et de promotion sociale (CSPS) tandis que le centre hospitalier régional (CHR) se trouve à Ouahigouya. En raison de la présence du lac de barrage de Tougou qui présente des problèmes de drainage et d'enlisement, la prévalence de la bilharziose est importante dans la commune touchant près de 5 % de la population.
Le village possède trois écoles primaires publiques : l'école A dans le bourg principal, l'école B à Tang-Zougou et l'école C à Tambegdin.